# Ain Dfali
Ain Dfali (àrab عين الدفالي) és una comuna rural de la província de Sidi Kacem de la regió de Rabat-Salé-Kenitra. Segons el cens de 2014 tenia una població total de 24.241 persones.